# 城山台 (橋本市)
城山台（しろやまだい）は、和歌山県橋本市にある町である。町の区域は一丁目から四丁目まである。郵便番号は648-0054。

## 地理
橋本市の北部に位置する。胡麻生・紀見・細川・橋谷にまたがる丘陵地に造成された住宅地で、北東に細川、南東に紀見、南に胡麻生、西に橋谷、北西に慶賀野と接している。

## 歴史
1469年 - 1487年（文明）に、現在の城山台3丁目給水塔からその北方一帯にかけて、牲川義春が長藪城を築城。1585年（天正13年）に織田信長と羽柴秀吉による紀州征伐によって落城した。現在もその城跡は、長藪城跡として存在している。その城の名残から城山台と名付けられた。

## 沿革
- 1968年（昭和43年）- 「橋本市北部丘陵地都市計画研究委員会」が発足する[5]。
- 1976年（昭和51年）- 南海電鉄により、「南海橋本林間田園都市」最初の街づくりとなる城山台の造成がスタートする[5]。
- 1979年（昭和54年）- 城山台1丁目が設置される[4]。
- 1980年（昭和55年）- 街開きが行われ、住民の入居が始まる[4][5]。同年、城山台2・3丁目が設置される[4]。
- 1981年（昭和56年）- 現在の三石台1丁目[6]に林間田園都市駅が開業[5]。
- 1982年（昭和57年）- 城山台4丁目が設置される[4]。
- 1983年（昭和58年）- 城山台と林間田園都市駅を結ぶ橋谷大橋が完成[4]。

## 世帯数と人口
2021年（令和4年）1月31日現在の世帯数と人口は以下の通りである。
| 町丁   | 世帯数    | 人口    |
| ------ | --------- | ------- |
| 城山台 | 1,815世帯 | 4,003人 |

## 小・中学校の学区
市立小・中学校に通う場合、学区は以下の通りとなる。
| 番地 | 小学校             | 中学校               |
| ---- | ------------------ | -------------------- |
| 全域 | 橋本市立城山小学校 | 橋本市立紀見東中学校 |

## 交通

### バス
- 橋本・林間田園都市路線バス（南海りんかんバス）[8]
- 橋本市コミュニティバス[9]
- 橋本市デマンドタクシー[9]

### 道路
- 奈良県道・和歌山県道731号二見御幸辻停車場線

## 施設
- 橋本市立城山小学校（二丁目）[10]
- 橋本市立紀見東中学校（一丁目）[11]
- 認定こども園 輝きの森学園（一丁目）[12]
- 紀見地区公民館（二丁目）[13]
- 橋本城山台郵便局（二丁目）[14]
- 城山台中央公園（二丁目）[15]
- 城山台1号公園（一丁目）[16]
- 城山台2号公園（一丁目）[17]
- 城山台3号公園（二丁目）[18]
- 城山台4号公園（三丁目）[19]
- 城山台5号公園（四丁目）[20]
- 城山台6号公園（三丁目）[21]
- 城山台7号公園（一丁目）[22]
- 藤堂診療所（二丁目）[23]
- 吉川こどもクリニック（二丁目）[24]